# Karim Van Overmeire
Karim Van Overmeire, né le 14 octobre 1964 à Gand est un homme politique belge flamand, membre du Vlaams Belang, qu'il quitte le 15 juillet 2010, en désaccord avec la position que le Vlaams Belang veut prendre dans le paysage politique flamand. Il passe alors à la N-VA.
Il fut le coauteur du «Zeventigpuntenplan», un plan anti-immigration, qui causa en 2004 la condamnation historique pour racisme de ce parti d'extrême droite.
Il est licencié en droit (université de Gand, 1990).

## Fonctions politiques
- conseiller communal à Alost (1995-)
- député fédéral (1991-1995)
- membre du conseil flamand (1992-1995)
- député au Parlement flamand :
  - depuis le 13 juin 1995
    - Sénateur de communauté (2003-2010)